# Кукин, Алексей Васильевич
Алексей Васильевич Кукин (1912—1977) — полковник Советской Армии, участник боёв на реке Халхин-Гол и Великой Отечественной войны, Герой Советского Союза (1939).

## Биография
Алексей Кукин родился 12 февраля 1912 года в селе Карачарово (ныне — в черте Мурома). После окончания четырёх классов школы работал сначала в родительском хозяйстве, затем котельщиком паровозоремонтного заводе. В мае 1932 года Кукин был призван на службу в Рабоче-крестьянскую Красную Армию. В 1932 году окончил Саратовскую бронетанковую школу, в 1941 году — два курса Военной академии механизации и моторизации РККА.
В мае-сентябре 1939 года старший лейтенант Алексей Кукин, будучи командиром роты 3-го танкового батальона 11-й лёгкой танковой бригады 1-й армейской группы, участвовал в боевых действиях на реке Халхин-Гол. 3-13 июля 1939 года рота Кукина во время Баин-Цаганского сражения в Монголии уничтожила около двух рот японской пехоты и три батареи противотанковой артиллерии.
Указом Президиума Верховного Совета СССР от 29 августа 1939 года за «мужество и героизм, проявленные при выполнении воинского и интернационального долга» старший лейтенант Алексей Кукин был удостоен высокого звания Героя Советского Союза с вручением ордена Ленина и медалью «Золотая Звезда» за номером 141 (вручена позднее).
Участвовал в боях Великой Отечественной войны в октябре — декабре 1941 года. Командовал танковым батальоном 24-й танковой бригады на Западном фронте. С июля 1942 года после тяжёлой операции и лечения в госпитале назначен заместителем командира 9-го учебного танкового полка. С января 1943 года А. В. Кукин — начальник курса в Военной академии бронетанковых и механизированных войск.
В 1949 году Кукин окончил курсы усовершенствования офицерского состава. В 1960 году в звании полковника он был уволен в запас. Проживал в Москве. Умер 24 декабря 1977 года, похоронен на Востряковском кладбище Москвы.
Был также награждён орденами Красного Знамени, Красной Звезды, монгольским орденом Красного Знамени, рядом медалей.
В честь Кукина названа школа и установлена стела в Муроме.